# Rosmalen Grass Court Championships
El torneig de 's-Hertogenbosch, conegut com a Rosmalen Grass Court Championships i actualment com a Libéma Open, és un torneig tennístic professional que es disputa anualment a les pistes de gespa del Autotron Rosmalen de Rosmalen, barri de 's-Hertogenbosch, Països Baixos. Pertany a les sèries 250 del circuit ATP masculí i als Internationals Tournaments del circuit WTA femení. Se celebra cada any al mes de juny i s'utilitza com a preparació del torneig de Wimbledon.
També ha tingut els noms d'Ordina Open, UNICEF Open, TOPSHELF Open i Libéma Open, tot i que tradicionalment s'ha conegut amb el nom de Rosmalen Grass Court Championships.

## Palmarès

### Individual masculí
| Any  | Campió                                            | Finalista                                         | Resultat                                          |
| ---- | ------------------------------------------------- | ------------------------------------------------- | ------------------------------------------------- |
| 2025 | Gabriel Diallo                                    | Zizou Bergs                                       | 7−5, 7−6(8)                                       |
| 2024 | Alex de Minaur                                    | Sebastian Korda                                   | 6−2, 6−4                                          |
| 2023 | Tallon Griekspoor                                 | Jordan Thompson                                   | 6−7(4), 7−6(3), 6−3                               |
| 2022 | Tim van Rijthoven                                 | Daniïl Medvédev                                   | 6−4, 6−1                                          |
| 2021 | Torneig suspès a causa de la pandèmia de COVID-19 | Torneig suspès a causa de la pandèmia de COVID-19 | Torneig suspès a causa de la pandèmia de COVID-19 |
| 2020 | Torneig suspès a causa de la pandèmia de COVID-19 | Torneig suspès a causa de la pandèmia de COVID-19 | Torneig suspès a causa de la pandèmia de COVID-19 |
| 2019 | Adrian Mannarino                                  | Jordan Thompson                                   | 7−6(7), 6−3                                       |
| 2018 | Richard Gasquet                                   | Jérémy Chardy                                     | 6−3, 7−6(5)                                       |
| 2017 | Gilles Müller                                     | Ivo Karlović                                      | 7−6(5), 7−6(4)                                    |
| 2016 | Nicolas Mahut (3)                                 | Gilles Müller                                     | 6−4, 6−4                                          |
| 2015 | Nicolas Mahut                                     | David Goffin                                      | 7−6(1), 6−1                                       |
| 2014 | Roberto Bautista Agut                             | Benjamin Becker                                   | 2−6, 7−6(2), 6−4                                  |
| 2013 | Nicolas Mahut                                     | Stanislas Wawrinka                                | 6−3, 6−4                                          |
| 2012 | David Ferrer (2)                                  | Philipp Petzschner                                | 6−4, 6−3                                          |
| 2011 | Dmitri Tursúnov                                   | Ivan Dodig                                        | 6−3, 6−2                                          |
| 2010 | Serhí Stakhovski                                  | Janko Tipsarević                                  | 6−3, 6−0                                          |
| 2009 | Benjamin Becker                                   | Raemon Sluiter                                    | 7−5, 6−3                                          |
| 2008 | David Ferrer                                      | Marc Gicquel                                      | 6−4, 6−2                                          |
| 2007 | Ivan Ljubičić                                     | Peter Wessels                                     | 7−6, 4−6, 7−6                                     |
| 2006 | Mario Ančić (2)                                   | Jan Hernych                                       | 6−0, 5−7, 7−5                                     |
| 2005 | Mario Ančić                                       | Michaël Llodra                                    | 7−5, 6−4                                          |
| 2004 | Michaël Llodra                                    | Guillermo Coria                                   | 6−3, 6−4                                          |
| 2003 | Sjeng Schalken (2)                                | Arnaud Clément                                    | 6−3, 6−4                                          |
| 2002 | Sjeng Schalken                                    | Arnaud Clément                                    | 3−6, 6−3, 6−2                                     |
| 2001 | Lleyton Hewitt                                    | Guillermo Cañas                                   | 6−3, 6−4                                          |
| 2000 | Patrick Rafter (3)                                | Nicolas Escudé                                    | 6−1, 6−3                                          |
| 1999 | Patrick Rafter                                    | Andrei Pavel                                      | 3−6, 7−6(7), 6−4                                  |
| 1998 | Patrick Rafter                                    | Martin Damm                                       | 7−6(2), 6−2                                       |
| 1997 | Richard Krajicek (2)                              | Guillaume Raoux                                   | 6−4, 7−6(7)                                       |
| 1996 | Richey Reneberg                                   | Stephane Simian                                   | 6−4, 6−0                                          |
| 1995 | Karol Kučera                                      | Anders Järryd                                     | 7−6(7), 7−6(4)                                    |
| 1994 | Richard Krajicek                                  | Karsten Braasch                                   | 6−3, 6−4                                          |
| 1993 | Arnaud Boetsch                                    | Wally Masur                                       | 3−6, 6−3, 6−3                                     |
| 1992 | Michael Stich                                     | Jonathan Stark                                    | 6−4, 7−5                                          |
| 1991 | Christian Saceanu                                 | Michiel Schapers                                  | 6−1, 3−6, 7−5                                     |
| 1990 | Amos Mansdorf                                     | Aleksandr Vólkov                                  | 6−3, 7−6                                          |

### Individual femení
| Any  | Campiona                                          | Finalista                                         | Resultat                                          |
| ---- | ------------------------------------------------- | ------------------------------------------------- | ------------------------------------------------- |
| 2025 | Elise Mertens                                     | Elena-Gabriela Ruse                               | 6−3, 7−6(4)                                       |
| 2024 | Liudmila Samsonova                                | Bianca Andreescu                                  | 4−6, 6−3, 7−5                                     |
| 2023 | Ekaterina Alexandrova (2)                         | Veronika Kudermétova                              | 4−6, 6−4, 7−6(3)                                  |
| 2022 | Ekaterina Alexandrova                             | Arina Sabalenka                                   | 7−5, 6−0                                          |
| 2021 | Torneig suspès a causa de la pandèmia de COVID-19 | Torneig suspès a causa de la pandèmia de COVID-19 | Torneig suspès a causa de la pandèmia de COVID-19 |
| 2020 | Torneig suspès a causa de la pandèmia de COVID-19 | Torneig suspès a causa de la pandèmia de COVID-19 | Torneig suspès a causa de la pandèmia de COVID-19 |
| 2019 | Alison Riske                                      | Kiki Bertens                                      | 0−6, 7−6(3), 7−5                                  |
| 2018 | Aleksandra Krunić                                 | Kirsten Flipkens                                  | 6−7(0), 7−5, 6−1                                  |
| 2017 | Anett Kontaveit                                   | Natalia Vikhlyantseva                             | 6−2, 6−3                                          |
| 2016 | Coco Vandeweghe (2)                               | Kristina Mladenovic                               | 7−5, 7−5                                          |
| 2015 | Camila Giorgi                                     | Belinda Bencic                                    | 7−5, 6−3                                          |
| 2014 | Coco Vandeweghe                                   | Zheng Jie                                         | 6−2, 6−4                                          |
| 2013 | Simona Halep                                      | Kirsten Flipkens                                  | 6−4, 6−2                                          |
| 2012 | Nàdia Petrova                                     | Urszula Radwańska                                 | 6−4, 6−3                                          |
| 2011 | Roberta Vinci                                     | Jelena Dokić                                      | 6−7(7), 6−3, 7−5                                  |
| 2010 | Justine Henin (2)                                 | Andrea Petkovic                                   | 3−6, 6−3, 6−4                                     |
| 2009 | Tamarine Tanasugarn (2)                           | Yanina Wickmayer                                  | 6−3, 7−5                                          |
| 2008 | Tamarine Tanasugarn                               | Dinara Safina                                     | 7−5, 6−3                                          |
| 2007 | Anna Txakvetadze                                  | Jelena Janković                                   | 7−6(2), 3−6, 6−3                                  |
| 2006 | Michaëlla Krajicek                                | Dinara Safina                                     | 6−3, 6−4                                          |
| 2005 | Klára Koukalová                                   | Lucie Šafářová                                    | 3−6, 6−2, 6−2                                     |
| 2004 | Mary Pierce                                       | Klára Koukalová                                   | 7−6(6), 6−2                                       |
| 2003 | Kim Clijsters                                     | Justine Henin-Hardenne                            | 6−7(4), 3−0, retirada                             |
| 2002 | Eleni Daniïlidu                                   | Ielena Deméntieva                                 | 3−6, 6−2, 6−3                                     |
| 2001 | Justine Henin                                     | Kim Clijsters                                     | 6−4, 3−6, 6−3                                     |
| 2000 | Martina Hingis                                    | Ruxandra Dragomir                                 | 6−2, 3−0, retirada                                |
| 1999 | Kristina Brandi                                   | Silvija Talaja                                    | 6−0, 3−6, 6−1                                     |
| 1998 | Julie Halard-Decugis                              | Miriam Oremans                                    | 6−2, 6−4                                          |
| 1997 | Ruxandra Dragomir                                 | Miriam Oremans                                    | 5−7, 6−2, 6−4                                     |
| 1996 | Anke Huber                                        | Helena Suková                                     | 6−4, 7−6                                          |

### Dobles masculins
| Any  | Campions                                          | Finalistes                                        | Resultat                                          |
| ---- | ------------------------------------------------- | ------------------------------------------------- | ------------------------------------------------- |
| 2025 | Matthew Ebden Jordan Thompson                     | Julian Cash Lloyd Glasspool                       | 6−4, 3−6, [10−7]                                  |
| 2024 | Nathaniel Lammons Jackson Withrow                 | Wesley Koolhof Nikola Mektić                      | 7−6(5), 7−6(3)                                    |
| 2023 | Wesley Koolhof Neal Skupski (2)                   | Gonzalo Escobar Aleksandr Nedovyesov              | 7−6(1), 6−2                                       |
| 2022 | Wesley Koolhof Neal Skupski                       | Matthew Ebden Max Purcell                         | 4−6, 7−5, [10−6]                                  |
| 2021 | Torneig suspès a causa de la pandèmia de COVID-19 | Torneig suspès a causa de la pandèmia de COVID-19 | Torneig suspès a causa de la pandèmia de COVID-19 |
| 2020 | Torneig suspès a causa de la pandèmia de COVID-19 | Torneig suspès a causa de la pandèmia de COVID-19 | Torneig suspès a causa de la pandèmia de COVID-19 |
| 2019 | Dominic Inglot Austin Krajicek                    | Marcus Daniell Wesley Koolhof                     | 6−4, 4−6, [10−4]                                  |
| 2018 | Dominic Inglot Franko Škugor                      | Raven Klaasen Michael Venus                       | 7−6(3), 7−5                                       |
| 2017 | Lukasz Kubot Marcelo Melo                         | Raven Klaasen Rajeev Ram                          | 6−3, 6−4                                          |
| 2016 | Mate Pavić Michael Venus                          | Dominic Inglot Raven Klaasen                      | 3−6, 6−3, [11−9]                                  |
| 2015 | Ivo Karlović Łukasz Kubot                         | Pierre-Hugues Herbert Nicolas Mahut               | 6−2, 7−6(9)                                       |
| 2014 | Jean-Julien Rojer Horia Tecău                     | Santiago González Scott Lipsky                    | 6−3, 7−6(3)                                       |
| 2013 | Max Mirnyi Horia Tecău                            | Andre Begemann Martin Emmrich                     | 6−3, 7−6(4)                                       |
| 2012 | Robert Lindstedt Horia Tecău (2)                  | Juan Sebastián Cabal Dmitri Tursúnov              | 6−3, 7−6(1)                                       |
| 2011 | Daniele Bracciali František Čermák                | Robert Lindstedt Horia Tecău                      | 6−3, 2−6, [10−8]                                  |
| 2010 | Robert Lindstedt Horia Tecău                      | Lukáš Dlouhý Leander Paes                         | 1−6, 7−5, [10−7]                                  |
| 2009 | Wesley Moodie Dick Norman                         | Johan Brunström Jean-Julien Rojer                 | 7−6(3), 6−7(8), [10−5]                            |
| 2008 | Mario Ančić Jurgen Melzer                         | Mahesh Bhupathi Leander Paes                      | 7−6(5), 6−3                                       |
| 2007 | Jeff Coetzee Rogier Wassen                        | Martin Damm Leander Paes                          | 3−6, 7−6, [12−10]                                 |
| 2006 | Martin Damm Leander Paes                          | Arnaud Clément Chris Haggard                      | 6−1, 7−6                                          |
| 2005 | Cyril Suk Pavel Vízner                            | Tomáš Cibulec Leoš Friedl                         | 6−3, 6−4                                          |
| 2004 | Martin Damm Cyril Suk (4)                         | Lars Burgsmüller Jan Vacek                        | 6−3, 6−7, 6−3                                     |
| 2003 | Martin Damm Cyril Suk                             | Donald Johnson Leander Paes                       | 7−5, 7−6                                          |
| 2002 | Martin Damm Cyril Suk                             | Paul Haarhuis Brian MacPhie                       | 7−6, 6−7, 6−4                                     |
| 2001 | Paul Haarhuis Sjeng Schalken                      | Martin Damm Cyril Suk                             | 6−4, 6−4                                          |
| 2000 | Martin Damm Cyril Suk                             | Paul Haarhuis Sandon Stolle                       | 6−4, 6−7, 7−6                                     |
| 1999 | Leander Paes Jan Siemerink                        | Ellis Ferreira David Rikl                         | Final cancel·lada (pluja)                         |
| 1998 | Guillaume Raoux Jan Siemerink                     | Joshua Eagle Andrew Florent                       | 6−3, 3−6, 6−1                                     |
| 1997 | Jacco Eltingh Paul Haarhuis                       | Trevor Kronemann David Macpherson                 | 6−4, 7−5                                          |
| 1996 | Paul Kilderry Pavel Vízner                        | Anders Järryd Daniel Nestor                       | 7−5, 6−3                                          |
| 1995 | Richard Krajicek Jan Siemerink                    | Hendrik Jan Davids Andrei Olkhovski               | 7−5, 6−3                                          |
| 1994 | Stephen Noteboom Fernon Wibier                    | Diego Nargiso Peter Nyborg                        | 6−3, 1−6, 7−6                                     |
| 1993 | Patrick McEnroe Jonathan Stark                    | David Adams Andrei Olkhovski                      | 7−6, 1−6, 6−4                                     |
| 1992 | Jim Grabb Richey Reneberg                         | John McEnroe Michael Stich                        | 6−4, 6−7, 6−4                                     |
| 1991 | Hendrik Jan Davids Paul Haarhuis                  | Richard Krajicek Jan Siemerink                    | 6−3, 7−6                                          |
| 1990 | Jakob Hlasek Michael Stich                        | Jim Grabb Patrick McEnroe                         | 7−6, 6−3                                          |

### Dobles femenins
| Any  | Campiones                                         | Finalistes                                        | Resultat                                          |
| ---- | ------------------------------------------------- | ------------------------------------------------- | ------------------------------------------------- |
| 2025 | Irina Khromacheva Fanny Stollár                   | Nicole Melichar-Martinez Liudmila Samsonova       | 7−5, 6−3                                          |
| 2024 | Ingrid Neel Bibiane Schoofs                       | Tereza Mihalíková Olivia Nicholls                 | 7−6(6), 6−3                                       |
| 2023 | Shuko Aoyama Ena Shibahara                        | Viktória Hrunčáková Tereza Mihalíková             | 6−3, 6−3                                          |
| 2022 | Ellen Perez Tamara Zidanšek                       | Veronika Kudermétova Elise Mertens                | 6−3, 5−7, [12−10]                                 |
| 2021 | Torneig suspès a causa de la pandèmia de COVID-19 | Torneig suspès a causa de la pandèmia de COVID-19 | Torneig suspès a causa de la pandèmia de COVID-19 |
| 2020 | Torneig suspès a causa de la pandèmia de COVID-19 | Torneig suspès a causa de la pandèmia de COVID-19 | Torneig suspès a causa de la pandèmia de COVID-19 |
| 2019 | Shuko Aoyama Aleksandra Krunić                    | Lesley Kerkhove Bibiane Schoofs                   | 7−5, 6−3                                          |
| 2018 | Elise Mertens Demi Schuurs                        | Kiki Bertens Kirsten Flipkens                     | 3−3, retirada                                     |
| 2017 | Dominika Cibulková Kirsten Flipkens               | Kiki Bertens Demi Schuurs                         | 4−6, 6−4, [10−6]                                  |
| 2016 | Oksana Kalashnikova Iaroslava Xvédova             | Xenia Knoll Aleksandra Krunić                     | 6−1, 6−1                                          |
| 2015 | Asia Muhammad Laura Siegemund                     | Jelena Janković Anastassia Pavliutxénkova         | 6−3, 7−5                                          |
| 2014 | Marina Erakovic Arantxa Parra Santonja            | Michaëlla Krajicek Kristina Mladenovic            | 0−6, 7−6(5), [10−8]                               |
| 2013 | Irina-Camelia Begu Anabel Medina Garrigues        | Dominika Cibulková Arantxa Parra Santonja         | 4−6, 7−6(3), [11−9]                               |
| 2012 | Sara Errani Roberta Vinci                         | Maria Kirilenko Nàdia Petrova                     | 6−4, 3−6, [11−9]                                  |
| 2011 | Barbora Záhlavová-Strýcová Klára Zakopalová       | Dominika Cibulková Flavia Pennetta                | 1−6, 6−4, [10−7]                                  |
| 2010 | Al·la Kudriàvtseva Anastassia Rodiónova           | Vania King Iaroslava Xvédova                      | 3−6, 6−3, [10−6]                                  |
| 2009 | Sara Errani Flavia Pennetta                       | Michaella Krajicek Yanina Wickmayer               | 6−4, 5−7, [13−11]                                 |
| 2008 | Marina Erakovic Michaella Krajicek                | Līga Dekmeijere Angelique Kerber                  | 6−3, 6−2                                          |
| 2007 | Chan Yung-Jan Chuang Chia-Jung                    | Anabel Medina Garrigues Virginia Ruano Pascual    | 7−5, 6−2                                          |
| 2006 | Yan Zi Zheng Jie                                  | Ana Ivanović Maria Kirilenko                      | 3−6, 6−2, 6−2                                     |
| 2005 | Anabel Medina Garrigues Dinara Safina             | Iveta Benešová Núria Llagostera Vives             | 6−4, 2−6, 7−6                                     |
| 2004 | Lisa McShea Milagros Sequera                      | Jelena Kostanić Claudine Schaul                   | 7−6, 6−3                                          |
| 2003 | Ielena Deméntieva L. Krasnoroutskaya              | Nàdia Petrova Mary Pierce                         | 2−6, 6−3, 6−4                                     |
| 2002 | C. Barclay-Reitz Martina Müller                   | Bianka Lamade Magdalena Maleeva                   | 6−4, 7−5                                          |
| 2001 | Ruxandra Dragomir Nàdia Petrova                   | Kim Clijsters Miriam Oremans                      | 7−6, 6−, 6−4                                      |
| 2000 | Erika de Lone Nicole Pratt                        | C. Barclay-Reitz Karina Habšudová                 | 7−6, 4−3, retirada                                |
| 1999 | Silvia Farina Rita Grande                         | Cara Black Kristie Boogert                        | 7−5, 7−6                                          |
| 1998 | Sabine Appelmans Miriam Oremans                   | Catalina Cristea Eva Melicharová                  | 6−7, 7−6, 7−6                                     |
| 1997 | Eva Melicharová Helena Vildová                    | Karina Habšudová Florencia Labat                  | 6−3, 7−6                                          |
| 1996 | Larisa Savchenko Brenda Schultz                   | Kristie Boogert Helena Suková                     | 6−4, 7−6                                          |